# Podreber, Semič
Podréber je naselje v občini Semič v Sloveniji.